# Sariola
Sariola är ett metal-band från Rhein-Ruhr i västra Tyskland, grundat 2005 av E.Konny och Anagnorisis.
I november 2007 lämnade sångerskan Silenia Tyrvenis bandet och den 27 april 2008 släpptes det att Loreley von Rhein från Ryssland var Sariolas nya sångerska. Hon var sedan sångare i bandet till 2019, och även basist 2017-2019

## Medlemmar
Nuvarande medlemmar
- Anagnorisis (Eugene Getman) – gitarr, (alla instrument i studio, producent) (2005– )
- Erhan Karaca – trummor (2016– )

Tidigare medlemmar
- E.Konny – gitarr (2005–2013)
- Silenia Tyrvenis – sång (2005–2007)
- Ablaz – basgitarr (2006–2010)
- Alisa (Алиса) – sång (2007)
- Kira – sång (2007)
- Farrokh – trummor (2009–2011)
- Morbid (Sergey Polyanin) – trummor (2006–2009)
- Morgan Le Faye – keyboard (2007–?)
- Loreley von Rhein (Irina Getman) – sång bas(2008–2019)
- Leandra Ophelia Dax (Leandra Ophelia) – keyboard (2014–?)

## Diskografi
Demo
- Deathfrozen Silence – (2009)

Studioalbum
- Sphere of Thousand Sunsets – (2006)
- Sariola – (2015)

Singlar
- "From The Dismal Sariola" – (2009)